# Weservertiefung
Die Weservertiefung war eine Reihe wasserbaulicher Maßnahmen an der Unter- und Außenweser zur besseren Schiffbarkeit. Die 2012 geplante erneute Vertiefung der Weserfahrrinne wird vom Bund und den Ländern Niedersachsen und Bremen aus ökonomischen Gründen befürwortet; Kritiker bezweifeln ökonomische Vorteile und/oder befürchten ökologische Nachteile. Die Auseinandersetzung um die Weservertiefung findet in einem politischen Umfeld statt, in dem auch andere Vertiefungsprojekte ausstehen. Die jeweiligen Urteile gelten auch als richtungsweisend für die geplante Elbvertiefung. Fahrrinnenanpassung der Außenweser und der Unterweser (Nord) ist Teil des Maßnahmengesetzvorbereitungsgesetzes vom 22. März 2020.
Zudem ist ein Ausbau der Mittelweser geplant mit dem Ziel, dass zwischen Bremen und Minden ab 2013 Binnenschiffe mit einer Länge von 110 Metern fahren können. Der Ausbau wird circa 270 Millionen Euro kosten; er soll die Wasserstraße attraktiver für den Güterverkehr machen und den bestehenden Verkehr sichern. Gegen die Weservertiefung waren mehrere Klagen vor dem Bundesverwaltungsgericht (BVerwG) anhängig. Am 11. Juli 2013 setzte das Gericht das Verfahren aus.
Das Gericht wandte sich mit einem Fragenkatalog an den Europäischen Gerichtshof (EuGH). Dieser solle klären, ob das Großvorhaben mit der EU-Wasserrahmenrichtlinie vereinbar ist. Mitte 2015 urteilte das EUGH, dass eine Verschlechterung des Gesamtzustandes des Flusses nicht zulässig ist. Die Befürworter sehen allerdings ein übergeordnetes wirtschaftliches Interesse gegeben und wollen das Urteil anfechten.

## Geographie
Die Weser hat eine Trichtermündung (wie auch z. B. Elbe, Themse und Schelde).
Die Unterweser vom Bremer Weserwehr in Hastedt bis zur Mündung in die Nordsee unterliegt den Gezeiten. Sie ist der Übergangsbereich von der Binnenwasserstraße zur Seeschifffahrtsstraße. Seit 1867 gilt die Brücke der Bahnstrecke Bremen–Oldenburg als Grenze zwischen diesen beiden.
In Bremerhaven an der Geestemündung endet die Unterweser und beginnt die innere Außenweser.
Die Außenweser ist die Fortsetzung des in Südost-Nordwest-Richtung verlaufenden Mündungstrichters (Ästuar) der Weser im Wattenmeer. Die Außenweser durchschneidet den Nationalpark Niedersächsisches Wattenmeer. Zwei hintereinander in der Außenweser gelegene Wattflächen (die Robbenplate und die Tegeler Plate) teilen sie in zwei Arme: Wurster Arm und Tegeler Rinne im Nordosten und Fedderwarder Fahrwasser und Hohewegrinne im Südwesten. Heute wird der westliche Arm als Hauptfahrwasser genutzt. Die seewärtige Begrenzung als Binnenwasserstraße zur Nordsee endet etwa in Höhe der Gemeinde Misselwarden. Hier beginnt die äußere Außenweser mit der Seewasserstraße Nordsee.

## Geschichte
Im 18/19. Jahrhundert versandete die Weser zunehmend; die Bremer Häfen wurden für größere Seeschiffe unerreichbar. Vorübergehend wurden in dem 20 Kilometer flussabwärts gelegenen, zu Bremen gehörenden Hafen von Vegesack die Waren auf kleinere Kähne oder Leichter umgeladen, welche die Waren zu den Bremer Häfen brachten. Als auch der Hafen Vegesack zu versanden drohte, wurde aus wirtschaftlichen Gründen eine Korrektur der Weser notwendig.
Der Wasserbauingenieur Ludwig Franzius wirkte seit 1875 in Bremen als Oberbaudirektor. Er gilt als Pionier der Begradigung und Vertiefung der Weser zwischen der Mündung in die Nordsee bei Bremerhaven und den Häfen in Bremen – der sogenannten Weserkorrektion. 1881 wurde ein Plan vorgelegt, der eine Weservertiefung für Schiffe mit einem Tiefgang bis zu 5 Meter vorsah, die bei Flut die Bremer Häfen in einem Durchgang erreichen sollten. Die Erfahrungen aus einem Hochwasser der Weser von 1880/81 beeinflussten zudem die Vorbereitungen des baulichen Projekts. Ab 1883 bis 1886 erfolgten die ersten Maßnahmen mit dem Durchstich der langen Bucht. Die Arbeiten an der Weserkorrektion begannen 1887 und fanden in der ersten Baustufe bis 1895 ihre Realisierung.
Durch den Ausbau der Unterweser kam es zu Tiefenerosionen der Weser mit erheblichem Sandaustrag. Der Tidenhub stieg von etwa 0,8 bis 1 Meter (Pegel Weserbrücken) auf bis zu heute 5 Meter (Pegel Oslebshausen). Um ein Fortschreiten der Sohlenerosion in die Mittelweser zu verhindern, wurde von 1906 bis 1911 das Weserwehr in Bremen-Hastedt gebaut. Eine weitere Folge war, dass die ehemalige Weserinsel Fährplate gegenüber von Elsfleth durch die Weserkorrektion mit dem rechten Ufer verbunden wurde. Das mindestens seit dem 18. Jahrhundert besiedelte Gebiet gehört heute zur Ortschaft Rade in der Gemeinde Schwanewede.

## Ausbau der Weser

### Mittelweser
Von 2013 an können Binnenschiffe mit einer Länge von 110 Meter auf der Weser zwischen Bremen und Minden fahren. Durch den 270 Millionen Euro teuren Ausbau soll die Wasserstraße attraktiver für den Güterverkehr werden. Großmotorgüterschiffe mit einem Tiefgang von 2,5 Metern können dann von Bremen aus über Minden auf den Mittellandkanal gelangen. Bestandteil des Ausbaues der Mittelweser sind 19 Uferrückverlegungen, d. h. Verbreiterungen des Flusses. Außerdem ist die Vertiefung und Verbreiterung von drei Schleusenkanälen sowie der Ausbau und die Ertüchtigung von drei Schleusenvorhäfen für das Projekt notwendig. Zur Regelung des Verkehrs sollen sieben Regelungsstrecken eingerichtet werden. Ein Neubau der Schleusen Dörverden und Minden, wo eine neue Schleuse die vorhandene Schachtschleuse ergänzen soll, ist ebenfalls vorgesehen.

### Unterweser
Zwischen Bremerhaven und Bremen soll auf 57 Kilometern Länge der Weser vor allem Massengutschiffe die Häfen in Brake und Bremen besser anlaufen können. Die Fahrrinnenvertiefung bei Bremerhaven soll von 12,8 Meter auf 13,5 Meter, bei Brake von 11,9 Meter auf 12,8 Meter und bei Bremen von 10,7 Meter auf 11,1 Meter erfolgen.

### Außenweser
Von Bremerhaven zur Nordsee soll auf 65 Kilometern Länge die Fahrrinne der Außenweser so vertieft werden, dass Bremerhaven tideunabhängig von Großcontainerschiffen erreicht werden kann. Durch den beantragten Ausbau der Außenweser von der Nordsee bis Bremerhaven soll eine Vertiefung auf 15,5 Meter bewirkt werden, da nicht mehr alle Schiffe tideunabhängig den Hafen erreichen. Die Fahrrinne der Außenweser soll von Bremerhaven aus seewärts um 1 Meter vertieft werden, um eine tideunabhängige Erreichbarkeit des Containerterminals Bremerhaven für Containerschiffe mit einem Tiefgang von 13,5 Meter zu ermöglichen (zurzeit 12,8 Meter).

### Auswirkungen auf die Flussstruktur

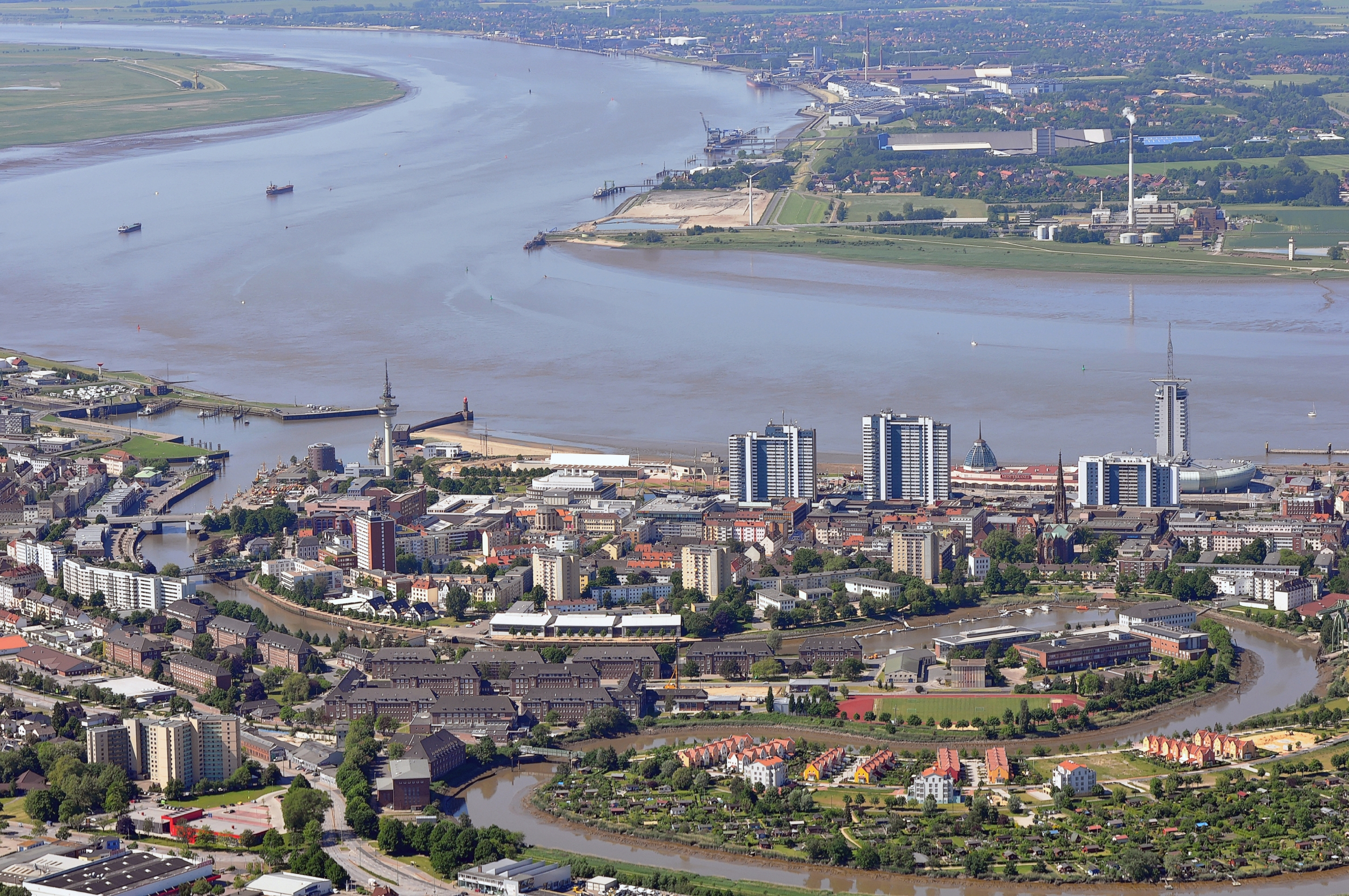
Unterweser zwischen Bremerhaven und Nordenham 2012

Flussvertiefungen sind immer mit gravierenden Änderungen des Strömungsverlaufes und damit der Flussstruktur verbunden. Besonders der Tidenhub in der Weser ist seit den ersten Ausbauschritten extrem angestiegen. Grund ist der ungehinderte und schnelle Durchlauf der Flutwelle durch das begradigte und vertiefte Flussbett. In Bremen an der Großen Weserbrücke (heute Wilhelm-Kaisen-Brücke) betrug der Tidenhub um 1880 im Durchschnitt circa 50 cm. Heute liegt er bei 4,2 m mit einer steigenden Tendenz. Zur Sicherung der Ufer ist die Weser daher im Bremer Stadtgebiet weitgehend in eine Struktur von Steinschüttungen und Spundwänden gezwungen.
Nebenflüsse der Weser sind ebenfalls von wasserbaulichen Maßnahmen am Hauptstrom betroffen: vor allem an der tidenbeeinflussten Wümme und dem Rechten Nebenarm der Weser werden durch einen erhöhten Pegel der Ufergürtel zerstört. Bereiche mit Schilfröhrichte und Weidengebüschen werden beschädigt und dadurch kommen dort weniger Vögel und Insekten vor. An vielen Uferstellen befinden sich inzwischen Steinschüttungen, um den Deich zu sichern. Anwohner der Wümme gaben an, dass der Tidenhub seit 2007 erheblich größer wurde. 2002 betrug er an der Wümme noch 1,2 Meter. 2012 lag er bei 2,8 Meter. Einhergehend mit dem steigenden Pegel ist eine Grundwassersenkung.
| Ort         | Bisheriger maximaler Tiefgang | Künftiger maximaler Tiefgang |
| ----------- | ----------------------------- | ---------------------------- |
| Bremerhaven | 12,8 Meter                    | 13,5 Meter                   |
| Brake       | 11,9 Meter                    | 12,8 Meter                   |
| Bremen      | 10,7 Meter                    | 11,1 Meter                   |

### Ökologische Bedeutung
Die Wesermündung bei Bremerhaven zählt, wie viele Flussmündungen, zu den artenreichsten Lebensräumen der Welt. Ästuare umfassen den Abschnitt des Flusses, wo Ebbe und Flut einwirken und sich das Süßwasser mit dem salzigen Meerwasser zu Brackwasser mischt. In naturbelassenem Zustand säumen Röhrichtgürtel und Wattflächen dort den Flusslauf, der sich in zahlreiche Nebenarme aufspaltet. Inseln und ausgedehnte Überschwemmungsgebiete bilden sich und bilden schließlich einen breiten Trichter ins Meer.

## Gründe der Vertiefung
Niedersachsen und Bremen sehen den Ausbau als ökonomisch wichtig an, damit große Schiffe die Häfen von Bremen, Bremerhaven und Brake vollbeladen ansteuern können. Nutznießer des Vorhabens sind unter anderem die Stahlwerke Bremen und die Agrarbranche, die über die Häfen Erze und Futtermittel beziehen. Außerdem verbessern die Häfen ihre Wettbewerbsfähigkeit gegenüber Konkurrenten wie Rotterdam und Antwerpen. Derzeit befinden sich die Häfen Bremens beim Containerumschlag mit 5.529.000 TEU (2008) jährlich auf dem vierten Platz im europäischen Wettbewerb – nach Rotterdam, Hamburg und Antwerpen.
Der Weserausbau schafft in der Region Minden die Voraussetzungen für den noch zu bauenden RegioPort Weser und das Hafenband am Mittellandkanal.
Befürworter der Vertiefung weisen auf die zentrale Bedeutung der Weser für die Anbindung der niedersächsischen See- und Binnenhäfen hin.
Mitte 2011 wurde bekannt, dass die CDU/FDP-Bundesregierung in einem sogenannten „Modernisierungskonzept“ die bundesdeutschen Wasserwege kategorisieren möchte, um die Struktur der bundeseigenen Wasser- und Schifffahrtsämter zu verkleinern. Dabei sollte die Weser zur „Wassertourismusstraße“ zurückgestuft werden. Mit ein Grund dafür ist die beschränkte Schiffbarkeit der Weser. Von verschiedener Seite kam Kritik an diesem Vorschlag. Sabine Tippelt (SPD-MdL) sagte dazu: „Wer das will, verkennt das vorhandene Potenzial der Weser als Binnenwasserstraße und gefährdet eine ökologische Verkehrspolitik in Niedersachsen“. Sie böte die Möglichkeit einer Entlastung der Autobahnen und Schienen-Gütertrassen und müsse somit auch in ökologischer Hinsicht für die Verkehrsinfrastruktur in Niedersachsen erhalten bleiben.
Sollte die Wasser- und Schifffahrtsverwaltung an der Weser geschwächt werden, befürchten die Befürworter der Vertiefung, dass der Bund keine Investitionen mehr in die Weser tätigen werde und die finanzielle Lücke zu einer Versandung der Weser führen würde.

## Kosten
Am Maßnahmenpaket sollen der Bund sowie die Länder Niedersachsen und Bremen an den Kosten beteiligt werden.
Davon soll die Vertiefung der Unterweser 50 Mio. Euro kosten.
Ein Generalplan Wesermarsch (GPW) zur Vermeidung von Schäden für Umwelt und Landwirtschaft ist für weitere 50 Mio. Euro (andere Quellen 86,5 Mio. Euro) in Arbeit.

Der GPW soll die befürchtete Versalzung von Agrarflächen verhindern und ein neues Be- und Entwässerungssystem schaffen. Den Hauptanteil der Kosten will mit 37,5 Mio. Euro Niedersachsen tragen, den Rest sollen sich Bremen, der Bund und die Wasserverbände teilen. Insgesamt sind 50 Millionen Euro veranschlagt.
Im Rahmen der Bundesverkehrswegeplanung ist das Kosten-Nutzen-Verhältnis (KNV) des Unterweserausbaus berechnet worden. In der ursprünglichen Kosten-Nutzen-Rechnung wird dabei ein KNV von 1:26 ermittelt. Auch im aktuellen Bundesverkehrswegeplan 2030 ist der Unterweserausbau das Projekt mit dem profitabelsten KNV. Allerdings werden dabei kaum Umweltauswirkungen erfasst. Wenn nur wenige der Auswirkungen des Unterweserausbaus auf das Ökosystem berücksichtigt werden, dann sinkt das KNV bereits an die Grenze der Rentabilität.

## Interessensgruppen

### Wirtschaft
Für die Vertiefung ist vor allem die ansässige Hafenwirtschaft. Die größeren Frachter, die die Häfen der Unterweser anlaufen, haben mehr Tiefgang. Einige voll beladene Frachter können die Häfen nur bei Flut sicher erreichen. Nach der Vertiefung könnten die Transportkosten gemindert und die Wettbewerbsfähigkeit gegenüber Häfen wie Rotterdam oder Antwerpen verbessert werden. Der Bau des JadeWeserPort reiche zudem nicht aus. 

### Politik

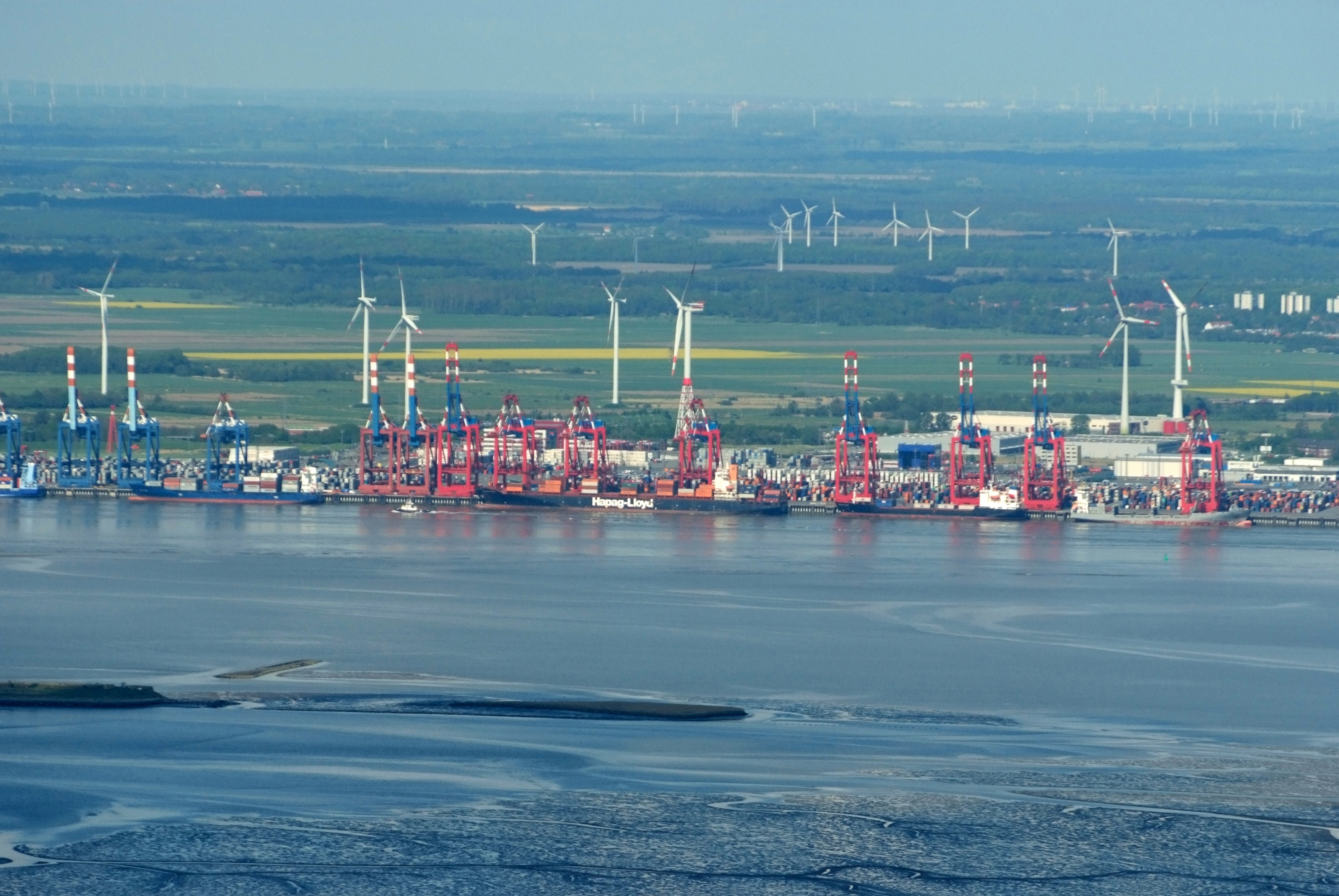
Containerterminal Bremerhaven. Bürgermeister Böhrnsen will durch die Weservertiefung dessen Attraktivität stärken

Die 2012 geplante erneute Vertiefung der Weserfahrrinne wird von der Bundesrepublik und den Ländern Niedersachsen und Bremen aus ökonomischen Gründen befürwortet.
Verbände der regionalen Seewirtschaft sowie die politischen Fraktionen von CDU, FDP, den Freien Wählern und große Teile der SPD halten die Vertiefung für wirtschaftlich notwendig. Der damalige SPD-Ministerpräsidentenkandidat bei der Landtagswahl in Niedersachsen 2013, Stephan Weil, sprach sich nach rechtlicher Prüfung für die Vertiefung aus und ist nach seiner Wahl zum Ministerpräsidenten ein Befürworter des Ausbaus.
Bremens Bürgermeister Jens Böhrnsen (SPD) sprach sich für die Weservertiefung aus. Die Häfen seien das „Kraftzentrum der Wirtschaft im Land Bremen“. Die Wettbewerbsfähigkeit des Containerterminals Bremerhaven müsse dauerhaft gesichert werden, forderte er im Sommer 2013.
Niedersachsens Wirtschaftsminister Olaf Lies (SPD) sagte: „Eine zeitnahe Vertiefung der Weser ist im Interesse der Niedersächsischen Hafenwirtschaft und für die weitere Entwicklung gerade des Hafens Brake wichtig. Denn es geht um Arbeitsplätze in Niedersachsen und in den bremischen Häfen.“
Die Grünen im Land Bremen wie in Niedersachsen sind gegen das Projekt. Der Niedersächsische Umweltminister Stefan Wenzel (Grüne) beurteilte die Entscheidung des Gerichts 2013 zum Planungsstop positiv.

### Bürger und Naturschutzverbände
Gegen eine Weservertiefung werden hauptsächlich ökologische Gründe genannt. Die Landwirtschaft befürchtet, dass der Meersalzgehalt im Flusswasser weiter ansteigt und Weserwasser als Trinkwasser für Vieh unbrauchbar wäre. Umweltverbände befürchten eine Verschlechterung von Lebensräumen für Vögel, Fische und Uferpflanzen. Aus ökonomischen Gründen wird auf den neuen Tiefwasserhafen JadeWeserPort verwiesen. Die Deichverbände befürchten, dass durch die schnellere Strömung und den größeren Tidenhub das Ufer stärker beansprucht wird. Einige Gemeinden befürchten den Verlust ihrer Strände am Weserufer.
Einige Naturschutzverbände und die Bürgerinitiative „keineWeservertiefung – Bürgerinitiative gegen die Weservertiefung“ sind gegen die geplanten Ausbauschritte. Sie verweisen auch darauf, dass von dem Ausbau der Unterweser nur zwei Unternehmen profitieren (Stahlwerke Bremen und ein weiteres Unternehmen bei Bremerhaven). Regionale Gliederungen von Bündnis 90/Die Grünen lehnen die Vertiefung ab und rieten der Gemeinde Nordenham, an ihrer Klage gegen die Weservertiefung festzuhalten. Gegen eine Vertiefung setzen sich auch der BUND-Landesverband Bremen und regionale NABU-Gruppen ein.

## Rechtliche Verfahren

### Klage beim Bundesverwaltungsgericht
Anwohner der tidenbeeinflussten Wümme als Grenzfluss zwischen Bremen und Niedersachsen und der Bund für Umwelt und Naturschutz Deutschland (BUND) reichten Klage beim Bundesverwaltungsgericht gegen den Ausbau ein. Am 25. September 2012 fand vor dem Bundesverwaltungsgericht ein Erörterungstermin in der Angelegenheit statt. In diesem hat die Wasser- und Schifffahrtsdirektion Nordwest die Aussetzung des Planfeststellungsbeschlusses für den Ausbau der Außenweser und den Ausbau der Unterweser erklärt, womit zunächst die anhängigen Verfahren des vorläufigen Rechtsschutzes erledigt waren. Kritisch wurde gesehen, dass die Ausbaggerungsmaßnahmen sowohl für die Unterweser als auch für die Außenweser als ein gemeinsames Vorhaben zusammengefasst wurden. Statt drei getrennter Umweltverträglichkeitsprüfungen für die betreffenden Weser-Abschnitte (Nordsee–Bremerhaven, Bremerhaven–Brake und Brake–Bremen) hat es nur eine gegeben. Mit Beschluss vom 11. Juli 2013 hat das Gericht festgestellt, dass der Planfeststellungsbeschluss an einer Reihe von beachtlichen Fehlern leidet, von denen jeder für sich zur Feststellung der Rechtswidrigkeit und Nichtvollziehbarkeit des Planfeststellungsbeschlusses führen würde. Darüber hinaus bestünden in zwei Punkten Zweifel an dessen Rechtmäßigkeit. Auch bedürften einige Auflagen des Planfeststellungsbeschlusses der Korrektur bzw. der Ergänzung.
Mit Urteil vom 11. August 2016 hat das Gericht schließlich den Planfeststellungsbeschluss vom 15. Juli 2011 für den Ausbau der Bundeswasserstraße Weser durch die Anpassung der Unterweser von Weser-km 8 bis Weser-km 65 und die Anpassung der Außenweser von Weser-km 65 bis Weser-km 130 an die Entwicklung im Schiffsverkehr für rechtswidrig und nicht vollziehbar erklärt.

### Klage beim Europäischen Gerichtshof
Das Bundesverwaltungsgericht hat außerdem mit einem weiteren Beschluss vom 11. Juli 2013 das Verfahren ausgesetzt und dem Gerichtshof der Europäischen Union Fragen zur Auslegung der Wasserrahmenrichtlinie vorgelegt. Im Juni 2015 schob der EuGH Vertiefungsplänen in ihrer bis dahin geplanten Form einen Riegel vor (EuGH, Rechtssache C-461/13). Die Wasserrahmenrichtlinie stehe einer weiteren Ausbaggerung eines schiffbaren Flusses entgegen. Das sogenannte Verschlechterungsverbot besagt, dass sich die Wasserqualität der europäischen Gewässer nicht verschlechtern darf. Es müsse bei jedem Einzelprojekt beachtet werden und sei nicht nur eine allgemeine politische Zielvorgabe, erklärte der EuGH. Allerdings könne es Ausnahmen unter strengen Auflagen geben, vorausgesetzt es gibt ein übergeordnetes, öffentliches Interesse. Über den Streitgegenstand der Weservertiefung hinaus hat das Urteil Signalwirkung. Für die Naturschutzverbände BUND, NABU und WWF stellt das Urteil „einen Meilenstein für den Gewässerschutz in ganz Europa dar und hat direkte Auswirkungen auf das Verfahren an der Tideelbe“. Die Befürworter der Vertiefung, zu der auch die Bremer und die Niedersächsische Landesregierung gehören, sieht ein solches übergeordnetes wirtschaftliches Interesse gegeben.